# ミトン (映画)
『ミトン』（英語: Mitten、原題: Varezhka〈ロシア語: Варежка、ヴァレーシカ〉）は、ロマン・カチャーノフ監督による1967年の人形アニメーション作品。ソビエト連邦時代・ロシア時代を通じて、国民的作品の一つである。

## 概要
監督はソ連スモレンスク出身のロマン・カチャーノフ、原作・脚本はジャンナ・ヴィッテンゾン、美術はレオニード・シュワルツマン。制作はソ連を代表する国営アニメーション・スタジオだったソユーズムリトフィルム。
1967年アヌシー国際アニメーション映画祭第一等賞受賞。1968年モスクワ国際映画祭銀賞受賞。1972年ヒホン国際映画祭グランプリ受賞。

### 日本語題の変遷
日本ではかつて『手袋』という邦題が使用されていたが、2003年12月に『ミトン』のタイトルで渋谷の映画館ユーロスペースほかで公開してヒット、続いて2004年7月に初めて日本盤DVDが発売されたことで邦題『ミトン』が定着した。ソ連時代の作品タイトルである「親指だけが分かれた手袋」という意味で、より正確な理解を考慮し「ミトン」と改められた。
2000年以降の日本国内の権利管理およびプロデュースは株式会社モブコが一貫しておこなっている。

## 映像ソフト
- 日本盤DVD『ミトン』（型番GNBA-3011） - ジェネオン エンタテインメント、2004年7月23日発売[8]。

## 関連書籍
- 『ミトン』 ジャンナ・ジー・ヴィッテンゾン（著）、レオニード・シュワルツマン（絵）、服部美鈴（訳[注 3]）。河出書房新社、2003年9月。ISBN 978-4-309-26674-9。[11]
- 『ミトン : ミトン フィルム・ブック』 ミトン制作委員会（著）、河出書房新社、2003年11月。ISBN 978-4-309-26698-5。[12]
- 『ミトン・ヴィジュアルストーリーブック』 文溪堂、2004年12月。ISBN 978-4-89423-407-9。[13]